# セントポール・サンドイッチ
セントポール・サンドイッチ（英: St. Paul sandwich）とは芙蓉蛋（英: egg foo young, 中華オムレツ）を具材とするサンドイッチ。芙蓉蛋はもやしやみじん切りの白タマネギ、タケノコなどの野菜を入れた卵液を揚げて作る。パンには通常の食パンを用い、輪切りのディルピクルス、白タマネギ、マヨネーズ、レタス、トマトとともに挟む。具材が異なるものや、鶏肉、豚肉、エビ、牛肉などを加えた豪華版もある。セントルイスをはじめとしてコロンビア、ジェファーソンシティ、スプリングフィールドなどミズーリ州の諸都市の中華料理店でよく見られる。

## 発祥
セントポール・サンドイッチの起源は1940年代初頭にまでさかのぼるとする説がある。それによると、中華料理店が中西部の住民の好みに合わせて定番のサンドイッチにならって生み出したオリジナル料理であり、フュージョン料理としては初期のものである。現地で伝えられるところでは、セントルイスのダウンタウンに近いラファイエット・スクエア地区で営業していたパーク・チャプスイにおいて、スティーブン・ユエンがこの料理を発明した。ユエンは故郷ミネソタ州セントポールにちなんで名前を付けたのだという。ただしこれらは確認された事実ではない。
アメリカには同様に卵焼きを具材とするデンバー・サンドイッチ（ウェスタン・サンドイッチとも）がある。フードライターのジェームズ・ビアードとエヴァン・ジョーンズは、デンバー・サンドイッチを作り出したのが「19世紀から20世紀初頭に木こりや鉄道工夫の飯場で働いていた中国系の料理人たち」であり、元になったのは芙蓉蛋だったと考えた。当初のデンバー・サンドイッチはセントポール・サンドイッチそのものだったとも唱えている。
セントポール・サンドイッチは2003年にPBSのドキュメンタリー番組「きっと好きになるサンドイッチ」で紹介された。

## 食べられている地域
セントルイス都市圏ではほぼすべての中華料理店で提供されており、安価で人気なメニューである。それを除けば、ミズーリ州地方部のアメリカ風中華料理店のごく一部でしか食べられない。カリフォルニア州やオレゴン州の中華料理店でも見られるが、「パン乗せ芙蓉蛋 (Egg Foo Young on Bun)」のような別名で呼ばれていることもある。